# Шеми (река)
Шеми́ (Кара-Хем; в верхнем течении также — Он-Шеми) — река в России, течёт по территории Дзун-Хемчикского и Сут-Хольского кожуунов на западе Тывы. Правый приток среднего течения Хемчика.
Длина реки составляет 72 км. Площадь водосборного бассейна — 860 км².
Шеми начинается с высоты примерно 2100 м над уровнем моря на северных склонах хребта Западный Танну-Ола и течёт в Тувинскую котловину на северо-запад. Устье Шеми находится в 128 км по правому берегу реки Хемчик на высоте 730 м над уровнем моря около урочища Усть-Шеми.
В начале нижнего течения на левом берегу Шеми находится одноимённое село Дзун-Хемчикского кожууна.

## Данные водного реестра
По данным государственного водного реестра России относится к Енисейскому бассейновому округу. Речной бассейн озера — Енисей, речной подбассейн озера — Енисей между слиянием Большого и Малого Енисея и впадением Ангары, водохозяйственный участок озера — Енисей от истока до Саяно-Шушенского гидроузла.
Код объекта в государственном водном реестре — 17010300112116100009765.